# 舌叶拟绢藓
舌叶拟绢藓（学名：Entodontopsis nitens）为棉藓科拟绢藓属下的一个种。